# Croixrault
Croixrault é uma comuna francesa na região administrativa de Altos da França, no departamento de Somme. Estende-se por uma área de 8,96 km². Em 2010 a comuna tinha 450 habitantes (densidade: 50,2 hab./km²).